# Hubert Gad
Hubert Gad, aussi connu comme Hubert God (né le 15 août 1914 à Świętochłowice et mort le 3 juillet 1939, est un footballeur polonais connu pour être un attaquant redoutable.

## Biographie
Gad joue pour le Śląsk Świętochłowice et la sélection polonaise. Il dispute les JO 1936, inscrivant quatre buts et terminant quatrième du tournoi. 
Il meurt en 1939 alors qu'il nage dans un lac proche de sa ville.